# Медіадидактика
Медіадидактика (англ. media didactics) — розділ дидактики, який вивчає закономірності засвоєння знань, умінь і навичок, формування переконань з опертям на медіаджерела та використанням медіапродуктів. Її метою є розвиток медіаграмотності / медіакомпетентності.
Медіадидактика є складником медіапедагогіки і, відповідно, медіаосвіти, котрі займаються викладацьким використанням матеріалів засобів комунікації (ЗМІ, освітні ЗМІ). Області застосування — освітні заклади (в тому числі — позашкільної освіти). Технології медіадидактики застосовуються упродовж життя — від раннього дитинства, у шкільній і вишівській освіті, при безперервному навчанні і самоосвіті. Пов'язаними напрямками є освіта у сфері ЗМІ та дослідження ЗМІ.

## Загальний опис
Сучасні медіа — канали поширення інформації — поділені на кілька груп: візуальні (друковані видання), аудіальні (радіоканали), аудіовізуальні (телебачення), змішані (мережеві). Функції засобів масової інформації: інформаційна, впливу, коментарійно-оцінювальна, пізнавально-просвітницька та гедоністична (розважальна) (Й.Дзялошинський, 2011) орієнтують на конкретні прийоми і форми роботи з масово-комунікаційними джерелами дозволяють і завдяки цьому досягають водночас навчально-методичних та пізнавально-виховних результатів.
Дослідники відзначають, що сучасному суспільству потрібні медіакомпетентні фахівці, які могли б іти в ногу з темпами технічного розвитку та соціальних змін, за допомогою новітніх медіа відстежувати старіння знань у зв'язку зі зміною наукових та соціальних парадигм, збагачувати себе актуальною інформацією і знаннями за допомогою засобів медіаосвіти. Медіадидактика, її складники орієнтують на продуктивні форми навчання, котрі розвивають індивідуальність особистості, самостійність мислення, стимулюють творчі здібності через безпосереднє залучення до творчої діяльності, сприйняття і засвоєння знань про медіакультуру.
Медіаосвіта — як інструмент підтримки демократії — орієнтує громадянина будь-якої країни світу на вільне самовираження й права на інформацію, котра є частиною основних прав кожного члена суспільства.
Масова медіаосвіта в сучасному світі розглядається як процес розвитку і саморозвитку особистості за допомогою і на матеріалі засобів масової комунікації (медіа) з метою формування культури спілкування з медіа, розвитку творчих, комунікативних здібностей, критичного мислення, умінь повноцінного сприйняття, інтерпретації, аналізу й оцінки медіатекстів, навчання різних форм самовираження за допомогою медіатехніки. Набута в процесі медіаосвіти медіаграмотність / медіакомпетентність допомагає людині активно використовувати можливості інформаційного поля телебачення, радіо, відео, кінематографа, преси, Інтернету, допомагає їй краще зрозуміти мову медіакультури.
Дидактика медіа передбачає, що вибір навчального середовища — особливо рішення нетехнічних ЗМІ, з одного боку, і технічних чи електронних ЗМІ — пов'язаний з їх власними цілями, змістом і методами навчання. У деяких сферах культури це припущення відкидається, Часто існують декілька засобів масової інформації для однієї й тієї ж мети. Вчитель, як частину уроку, може надати компактну кількість доступної інформації Викладач вищої школи сам вибірає матеріал, потрібний для того, як донексти тему — читати текст або показувати відео YouTube. Медіадидактика (дидактика засобів масової інформації) забезпечує критерії того, що кожен з цих засобів масової інформації може зробити в даному контексті використання і як він повинен бути оброблений.

## Історія походження терміна
Визначення термінів
Медіадидактика — технології використання засобів медіа з освітньою метою — складник медіапедагогіки, хоча на початку 1970-х років деякі педагоги використовували термін "медіадидактика " для позначення " медіаосвіти в цілому. Це лінгвістичне використання було залишено в середині 1970-х років, оскільки набував обертів розвиток медіачинників.
Про найкраще використання навчальних можливостей масової інформації йшлося здавна. У своїй книзі Orbis sensualium pictus (1653/1658) Коменський вже думав про те, які інструменти слід використовувати для передачі змісту навчання дітям і підліткам. , тож не дивно, що його земляки звернули увагу на медіа як навчальний інструмент.
Систематично започаткована медіадидактика з'явилася лише в 1960-х роках, коли німецький педагог Пауль Гейманн — «під впливом зростаючої важливості електронних ЗМІ» — вперше запропонував дидактичне рішення, яке заслуговує на увагу і турботу. Гейман вважав середовище, мету, зміст і метод тісно взаємопов'язаними і базував цю тезу на впливовій моделі Берліна для німецькомовного світу.
У німецькомовному світі, наприклад, наприкінці 1960-х років, як протиборство досі переважаючому викладачеві розуміння викладання, дидактика засобів масової інформації, орієнтована на студента (іноді називається «дія і пов'язана з ними дидактика ЗМІ»), почала враховувати нові когнітивні теорії навчання і медіа більше не були самотніми. Не тільки викладач, а й студенти хотіли використовувати засоби масової інформації, й не тільки пасивно, а активно — як засіб навчання, і навіть могли зайнятися самонавчаням завдки медіа.

## Складники медіадидактики
Медіаосвіта — з метою формування медіаграмотності й медіакомпетентності — передбачає різні методики проведення занять, котрі розвивають індивідуальність учня(студента), самостійність його мислення, стимулюють його творчі здібності. „Медіаосвітні“ педагоги нині говорять про відповідні освітні технології, пов'язані із кіно, телебаченням, періодикою, радіо, Інтернетом та ін. Їх об'єднано терміном медіадидактика, котра складається з технологій (методик) окремих часткових дидактик —
- пресодидактики і пресолінгводидактики[9],
- радіодидактики, теледидактики[10],
- кінодидактики,
- мультимедіадидактики, Інтернет-дидактика[11]
- Сьогодні медіадидактика збагачується новітніми складниками — вікідидактика[12][13],[14],
- книгоспалах-дидактика[15],
- блогодидактика[16][17] (педагогічна, наукова, інженерна, медична)[18]…[19],
- медіадидактика вуличного мистецтва[20]

Цей процес триває.
Часткові (предметні) методики допомагають особистості не тільки володіти необхідною інформацією про саму себе і довкілля, а й навчають ефективно користуватися цією інформацією упродовж усього життя, „усвідомлено будувати своє життя, успішно навчатися упродовж усього життя, працювати, ефективно вирішувати проблеми особистого та суспільного характеру“. Тому йдеться про необхідність їх розвитку, про максимальну підтримку цього процесу.
Перелік основних напрямків медіаосвіти засвідчує необхідність творчого розвитку різних медіатехнологій, а відтак — і перспективу медіадидактики, оскільки дидактика як розділ педагогіки „розробляє моделі соціально організованого навчально-виховного процесу з пошуком у кожний окремий історичний період практичної відповіді, як, якими засобами і способами організовувати діяльнісну сприйнятливість конкретного учня й учнівського співтовариства“ (В. І. Бондар).
Медіадидактика має кілька складників. Основні з них: пресодидактика, Радіодидактика, Теледидактика, Кінодидактика, Інтернет-дидактика.
Термін „пресодидактика“ введений в обіг Г. В. Онкович минулого століття, коли розробляли методику використання масовокомунікаційних матеріалів на заняттях з мови як іноземної. Тоді ж було обґрунтовано терміни „пресодидактика“ і „пресолінгводидактика“. Одним із перших теледидактів на пострадянському просторі стала І. В. Єршова-Бабенко з Одеси. Чимало напрацювань з кінодидактики має наукова школа професора О. В. Федорова. На XII Конгресі МАПРЯЛ, що відбувся у Шанхаї (Китай), було представлено низку напрацювань лінговодидактів з Інтернет-дидактики. Ці напрацювання й лягли в основу медіадидактики.
Медіадидактика, орієнтована на сферу спілкування, перебирає на себе частину понять з ІКТ-технологій, які залишаться у сфері інформатики. Комп'ютерні комунікації суттєво впливають на формування нового змісту освіти, на організаційні форми і методи навчання. Поняття „інформаційно-комунікаційні технології“ належним чином відтворює ці процеси. Однак нині ним послуговуються й фахівці з медіаосвіти, для яких за цим поняттям — технології використання „старих“, традиційних медіа. Залучення до навчального процесу „нових“ медіа актуалізовало поняттям „медіаінформаційні технології“. У будь-якому разі медіазасоби використовуються для комунікації, оскільки для них визначальне — спілкування в соціумі, взаємодія між членами різних утворень і форм спільності людей.
Медіадидактика передбачає продуктивні форми навчання, що розвивають індивідуальність особистості, самостійність мислення, стимулюють творчі здібності через безпосереднє залучення в творчу діяльність, сприйняття, засвоєння знань про медіакультуру.

## ЗМІ дидактика як частина медіапедагогіки
Медіадидактику також визначають через зв'язок з полем, що називається медіапедагогікою. Вона є найбільш розвиненою в Німеччині і складається з трьох основних напрямків: медіаосвіта (у широкому сенсі медіасоціалізації), медіа або медіапедагогічні дослідження та медіадидактика.
У світі медіапедагогіки існує багато напрямків, які відрізняються за системою соціальних цінностей та освітніми цілями, які часто даються контекстом, а також різними соціально-культурними та географічними умовами. Див., наприклад,. Дуже добре відома складна концепція медіапедагогіки (Medienpädagogik) у Німеччині, яка складається з чотирьох основних субдисциплін, які доповнюють та підтримують одна одну. Це дослідження ЗМІ, медіаосвіта, медіаосвіта як офіційна тема в шкільних програмах та медіадидактиці.
Зі зростанням повсюдності медіатехнологій у нашому повсякденному житті, медіадидактика і ширше — медіапедагогіка — стають все більш важливими. Дидактика медіа — системний компонент медіадосліджень у педагогіці. Наразі можна вважати, що медіапедагогіка та дидактика сильно втручаються в природу педагогіки та всіх інших педагогічних областей і піддисциплін.
Попри те, що медіаосвіта є ключовим „продуктом“, метою і наслідком медіаграмотності, медіавикладання є і має бути побічним продуктом (якщо не йдеться про підготовку фахівців у сфері медіа).

## Контекст соціально-культурної та географічної обумовленості
Медіапедагогіка має багато напрямків у світі. Це залежить від системи соціальних цінностей і цілей освіти. Найбільш відомою є німецька модель медіапедагогіки, яка, здається, найкраща і найкраща, як з точки зору теорії, так і в контексті соціальної, шкільної та позашкільної практики. Ця модель структурована в чотири дисципліни, які взаємопов'язані і доповнюють одна одну.
Видатний німецький педагог ЗМІ, Б. Шорб, стверджує, що медіа-педагогіка представляє всі види педагогічної діяльності, що стосуються засобів масової інформації, як у сфері теорії, так і у сфері практики. Серед основних є сфери медіадидактики, медіаосвіти та медіакомпетенцій. У США, Великій Британії, Канаді, Австралії, а також у скандинавських країнах, у зв'язку з медіаосвітою, займається питаннями медіаграмотності. Термін „медіапедагог“ тут дуже рідкісний: Дидактика навчання та викладання через засоби масової інформації характеризується відносно самостійною дисципліною через освітні / навчальні технології.
Медіапедагогіка представляє всі види педагогічної діяльності, пов'язані зі ЗМІ як у сфері теорії, так і у сфері практики. У Сполучених Штатах, Великій Британії, Канаді, Австралії, Чехії, Скандинавії та в інших країнах це питання пов'язують із двома напрямками медіапедагогіки, медіаосвіти та дидактики ЗМІ. Педагогіко-дидактичні міркування щодо використання засобів масової інформації можна знайти вже з введенням JA Comenius. Спроби доктринального використання в першу чергу кінематографічного середовища відбувалися до Другої світової війни. В даний час дидактика медіа поступово використовує всі способи інтерактивного, мережевого та глобального спілкування. Поняття учня як особистості, що створює індивідуальне знання з використанням так званих відкритих технологій, також стає сучасною людиною.
На початку 1990-х років з'явилася конструктивістська медіадидактика, яка також почалася від студента, але знайшла свою теоретичну основу в конструктивістській психології навчання, заснованої Жаном Піаже. Її головний представник, Керстен Райх, припускав, що навчання — це не збір і зберігання інформації, а активне розумове будівництво, яке стимулюється і підтримується створенням власних навчальних ресурсів. Подібно до дидактики, орієнтованої на студентів, конструктивістська дидактика ставить творчі процеси над чисто сприйнятливим використанням засобів масової інформації.
Поза німецьким світом існували різні роозробки, дехто не сприймав термін «медіадидатика». Зокрема, представник навчального проектування Річард Е. Кларк (USC School Росье освіти) вважав, що між вибором засобів масової інформації та іншими дотичними освітніми полями не існує залежності, оскільки процес «може бути організований при більш детальному аналізі кожного змісту, кожної цілі — відповідним методом або середовищем.» В Сполучених Штатах термін "медіадидатика « (Mediendidaktik) досі не набув поширення. У Сполучених Штатах наприкінці 1960 — х і в 1970 — ті роки виникла медіатакосономія (Medientaxonomien): Схеми для замовлення, в яких засіб масової інформації були класифіковані відповідно до визначених критеріїв. Таксономія мала зробити ЗМІ простішими для вчителів, щоб визначати відповідне середовище для кожного навчального призначення. Деякі з них започаткував Едгар Дейл, котрий в 1946 році розробив „досвід конус“. Інша впливова систематика була запропонована в 1969 році Робертом Ганьє, який в 1960 — х роках розвивав інструментарій педагогічного дизайну.
В Україні понять із складником „медіа“ взагалі не було (через його „буржуазність“), хоча засоби масової інформації активно використовувалися у навчальному процесі. Своєрідним замінником став термін „пресодидактика“. Згодом українська медіадидактика стала активно наповнююватися іншими медіатермінами, і поняття „медіадидактика“ стало парасольковим для них.

## Емпіричні дослідження медіадидактики
Емпіричні дослідницькі підходи важливі для відповіді на питання, які поняття для використання засобів масової інформації в процесах навчання-навчання можна диференціювати і які міркування беруть участь. Тут досліджують загальні медіаефекти і специфічні медіаособливості, орієнтовані на взаємодію досліджень і оцінокрізний. Крім того, ці дослідницькі підходи пов'язані з різними теоретичними припущеннями та підходами до дизайну засобів масової інформації, а саме до медіа-таксономічних підходів (диференціація засобів масової інформації з точки зору їх характеристик та схильностей до різних навчальних завдань) та підходів до теорії навчання (посилання на різні базові орієнтації). Використання засобів масової інформації: концепція навчального матеріалу, концепція роботи обладнання, концепція будівельного блоку, концепція системи, концепція середовища навчання.
У процесі навчання присутні різноманітні технології використання мас-медіа, що дає підставу говорити про медіадидактику як про узагальнене поняття, як новий напрям у педагогіці. Завдяки їй сьогодні професійно-орієнтовані медіа інтегруються в підготовку майбутніх фахівців, що свідчить про доцільність вести мову про різні медіаосвітні технології. При залученні у навчальний процес друкованих видань — говоримо про пресодидактику і використовуємо пресу для представлення мас-медіа як знаків національної культури, країнознавчих об'єктів, професійно орієнтованих знань тощо. Медіаосвітні технології пресолінгводидактики допомагають вивчати власне мову, як рідну, так й іноземну: пресолінгвістика виділилася в самобутню і самостійну галузь науки.
Медіаосвіта — як інструмент підтримки демократії — орієнтує громадянина будь-якої країни світу на вільне самовираження й права на інформацію, котра є частиною основних прав кожного члена суспільства.
Саме за допомогою медіаосвіти особистість здобуває інформаційну свободу — право одержувати інформацію, необхідну для життя, розвитку та професійної діяльності, висловлювати свої погляди з приводу тих або інших явищ і подій, передавати інформацію (і що більш важливо — знання) іншим людям. Можливості розвитку громадянського суспільства засобами медіаосвіти в останні роки привертають усе більше уваги провідних міжнародних організацій та освітянської спільноти.